# 鐘撞行孝
鐘撞 行孝（かねつき ゆきたか、1980年6月19日 - ）は、日本の作曲家、編曲家、音楽プロデューサー、トラックメイカー。

## 来歴
宮崎県宮崎市出身、日向学院中学校、宮崎大宮高等学校、国立音楽大学音楽デザイン学科卒業。

## 提供作品
※五十音順
- アキシブproject
  - NEXT GATE（作曲・編曲）

- Ayasa
  - 麻布ハレー（作曲・編曲）
  - Inferno（Kanata Okajimaと共作曲・編曲）
  - kanoelani（Gaylord Holomaliaと共編曲）
  - CROSS WITH YOU（編曲）
  - Never Surrender（編曲）
  - LIFE CLOCK（作曲・編曲）

- 上野優華
  - サマープリズム（編曲）

- AKB48
  - ミュージックジャンキー（作曲・編曲）

- KAIKI
  - Island Lover（Ikomanと共編曲）
  - ごはんのかおり（編曲）
  - ただ I Love You（KAIKI,Carlos K.と共作曲）
  - たしかなこたえfeat.Ayasa（編曲）
  - Message（作曲・編曲）
  - Little Bird（編曲）

- サクヤコノハナ
  - 友達のままで（Akira Sunset,KIMIKAと共作詞・KIMIKAと共作曲・編曲）

- Sweet Alley
  - イロドリの世界（作曲・編曲）
  - ジェラシーは赤い色（作曲・編曲）
  - Beat It Jump!（作曲・編曲）

- 閃光ロードショー
  - NO熱の嵐（作曲・編曲）

- Daisy×Daisy
  - DESIRE（作曲）
  - MAGiCAL MONSTERS CIRCUS（作曲）
  - RED EXiSTENCE（作曲）

- DREAMING MONSTER
  - 太陽（作曲・編曲）
  - cherish（作曲・編曲）
  - 月夜歌（作曲・編曲）

- 乃木坂46
  - 人間という楽器（作曲）

- HIGH SPIRITS
  - gone（KIMIKAと共作曲・編曲）
  - Hello Hello（作曲・編曲）
  - Love Story（作曲・編曲）

- FYT
  - 青春格差サバイバー（作曲）
  - FYTイッパツ（作曲）
  - 真っ赤なUSO（作曲・編曲）
  - ユメネコ（作曲）

- bless4
  - Everything（編曲）

- miray
  - Kick It Out（編曲）

- れいん
  - あじさい（作曲・編曲）
  - おやすみ（作曲・編曲）
  - 17歳（作曲・編曲）
  - ミルクコーヒー（作曲・編曲）